# Reiji Miyajima
Reiji Miyajima (宮島 礼吏, Miyajima Reiji), né le 15 décembre 1985, est un mangaka japonais. Il est connu pour ses séries AKB49: Ren'ai Kinshi Jōrei et Rent-A-Girlfriend.

## Biographie
Reiji Miyajima est un natif de Nakano (Nagano). Après ses années au lycée de Nakano, il commença a travailler dans le domaine du manga à Tokyo. En octobre 2005, Miyajima fût récompensé par le prix Magazine Grand Prix Encouragement Award  pour son travail sur Sakka no Tensai (サッカの天才). La même année, il a également reçu une mention honorable au 75ème concours Weekly Shōnen Magazine Newcomer Manga Award pour son one-shot Pool no Saboten. En 2008, il publie son deuxième one-shot Icon dans Magazine Special.
Miyajima fût recruté en tant que dessinateur dans le Weekly Shōnen Magazine pour la série Suzuki no Shiten en 2009. L'année suivante, il dessina la série AKB49: Ren'ai Kinshi Jōrei, qui se base sur le groupe japonais d'idole AKB48. En 2017, Miyajima démarra la série Rent-A-Girlfriend qui rencontra un franc succès au Japon. L’œuvre bénéficia d'une adaptation en série animée et d'une série dérivée.

## Œuvres

### Manga

#### Séries
- Suzuki no Shiten (鈴木の視点) (2009, écrit par Shigemitsu Harada; sérialisé dans le Weekly Shōnen Magazine)
- AKB49: Ren'ai Kinshi Jōrei (AKB49〜恋愛禁止条例〜) (2010–2016, écrit par Motoazabu Factory; érialisé dans le Weekly Shōnen Magazine)
- Mononote: Edo Shinobi Kagyō (もののて～江戸忍稼業～) (2016–2017, sérialisé dans le Weekly Shōnen Magazine)
- Rent-A-Girlfriend (彼女、お借りします, Kanojo, Okarishimasu) (2017–présent, sérialisé dans le Weekly Shōnen Magazine)
- 22/7 +α (2020, dessiné par Nao Kasai; sérialisé dans le Sunday Webry)
- Rent-A-(Really Shy!)-Girlfriend (彼女、人見知ります, Kanojo, Hitomishirimasu) (2020–présent, sérialisé dans le Magazine Pocket)
- The Shiunji Family Children (紫雲寺家の子供たち, Shiunji-ke no Kodomo-tachi) (2022–présent, sérialisé dans le Young Animal)

#### One-shots
- Pool no Saboten (プールの仙人掌) (2005)
- Icon (アイコン) (2008, publié dans le Magazine Special)
- Kanojo, Tensei Shimasu (彼女、転生します) (2020, publié dans le Weekly Shōnen Magazine